# Rodrigo Muñoz
Rodrigo Martín Muñoz Salomón (Montevidéu, 22 de janeiro de 1982), mais conhecido como Rodrigo Muñoz, é um ex-futebolista uruguaio que atuava como goleiro.

## Títulos
Os títulos de Rodrigo são:[carece de fontes?]
Nacional
- Campeonato Uruguaio: 2008–09, 2010–11

Libertad
- Campeonato Paraguaio: 2012 (Clausura), 2014 (Apertura), 2014 (Clausura), 2016 (Apertura), 2017 (Apertura)

Cerro Porteño
- Campeonato Paraguaio: 2020 (Apertura), 2021 (Clausura)

## Carreira internacional
Em 18 de maio de 2011, ele foi escalado para jogar um amistoso contra a Alemanha em Sinsheim. Muñoz foi convocado para a seleção provisória do Uruguai para a Copa América Centenário, mas foi eliminado da seleção final.